# Europese kampioenschappen powerlifting 2008
De Europese kampioenschappen powerlifting 2008 waren door de European Powerlifting Federation (EPF) georganiseerde kampioenschappen voor powerlifters. De 30e editie van de Europese kampioenschappen vond plaats in de Tsjechische stad Frýdek-Místek van 6 tot 10 mei 2008.

## Uitslagen

### Heren
| klasse   | Goud                | Zilver            | Brons             |
| -------- | ------------------- | ----------------- | ----------------- |
| -56 kg   | Dariusz Wszola      | Frédéric Tinebra  | Pawel Osmialowski |
| -60 kg   | Etienne Lited       | Dominik Golak     | Karol Murawski    |
| -67,5 kg | Hassan El Belghitti | Arkadiy Shalokha  | Peep Päll         |
| -75 kg   | Jaroslaw Olech      | Volodymyr Rysev   | Sami Nieminen     |
| -82,5 kg | Jan Wegiera         | Robert Milailov   | Frédéric Gandner  |
| -90 kg   | Andriy Krymov       | Zdravko Sarafimov | Dmytro Chumakov   |
| -100 kg  | Sergiy Pevnyev      | Anibal Coimbra    | Jacek Wiak        |
| -110 kg  | Valeriy Karpov      | Tor Herman Omland | Tomas Sarik       |
| -125 kg  | Oleksandr Shepil    | Asbjørn Randen    | Kenneth Sandvik   |
| +125 kg  | Jari Martikainen    | Andy-Elvis Dörner | JMilan Spingl     |

### Dames
| klasse   | Goud                       | Zilver              | Brons             |
| -------- | -------------------------- | ------------------- | ----------------- |
| -48 kg   | Raija Koskinen             | Olena Dmytruk       | Sanna Apuli       |
| -52 kg   | Kateryna Klymenko          | Mervi Sirki         | Marcela Sandvik   |
| -56 kg   | Tetyana Prymenchuk         | Vita Abdulina       | Maria Eriksson    |
| -60 kg   | Gundula Fiona Von Bachhaus | Dana Metejova       | Inna Terasmaa     |
| -67,5 kg | Antonietta Orsini          | Zhanna Ivanova      | Synnove Lund      |
| -75 kg   | Lelizaveta Ivanova         | Heidi Hille Arnesen | Anette Pedersen   |
| -82,5 kg | Iryna Javorska             | Inger Blikra        | Riikka Ylitalo    |
| -90 kg   | Ielja Strik                | Kateryna Boroday    | Dorota Szczepanik |
| +90 kg   | Hildeborg Hugdal           | Inna Orobets        | Joanne Schaefer   |